# ブラインドマラソン
ブラインドマラソン（Blind Marathon）は、視覚障害者が行うマラソン競技。

## 概要
障害の程度によってクラス分けされており、障害が重いと伴走者と共に走る。走者と伴走者とは数十センチの紐・ロープを互いに持って走る。一緒に走るため、伴走者は走者と同等以上の走力を必要とする。伴走者は単に同行して走るだけでなく他の選手や周りの状況、走路の状態、およその距離、時間などを走者に知らせたり、走者のペース配分や体調の観察などをする役割をする。

## クラス分け
国際パラリンピック委員会により障害の度合いでクラス分けがなされている。
T11クラス・B1クラス
伴走者が必須。最も障害が重いクラスで、どの距離や方向からでも手の形を認知できない。
T12クラスB2クラス
伴走者と走るか単独で走るか選択できる手の形を認知できるものから視力0.03まで、または視野が5度以内（視力と視野の程度で分類）。
T13クラスB3クラス
単独で走ることができる。視力は0.04から0.1、または視野20度以内（視力と視野の程度で分類）。

## 主な競技者
- 栁川春己（英語版）：アトランタパラリンピック金メダル。
- 福原良英：アテネパラリンピック4位[2]。
- 岡村正広：リオデジャネイロパラリンピック男子T11・T12クラス銅メダル[3]。
- 和田伸也：リオデジャネイロパラリンピック男子T11・T12クラス4位。
- 道下美里：リオデジャネイロパラリンピック女子T11・T12クラス銀メダル[3]。